# Ignác Ondříček
Ignác Ondříček   (Krušovice, 7 de maig de 1807 - Praga, 8 de febrer de 1871) va ser un violinista txec.
Ondříček va ser un estudiant de violí de Šimon Josef Antonín Pergler (1792-1834), que havia estat professor de violí a Nowa Huta des de 1809. Des del 1825 fou ajudant del seu mestre i membre de la seva capella. El 1839 va anar a Praga, on va dirigir la seva pròpia orquestra de 1855 a 1870. Dels seus deu fills, dos van continuar la tradició familiar musical: el violinista i director d'orquestra Jan Ondříček, pare del compositor František Ondříček, i František Ondříček (1847–65), que van assistir a l'Escola d'orgue de Praga, però van morir de tuberculosi als 18 anys.